# Matěj Bernát

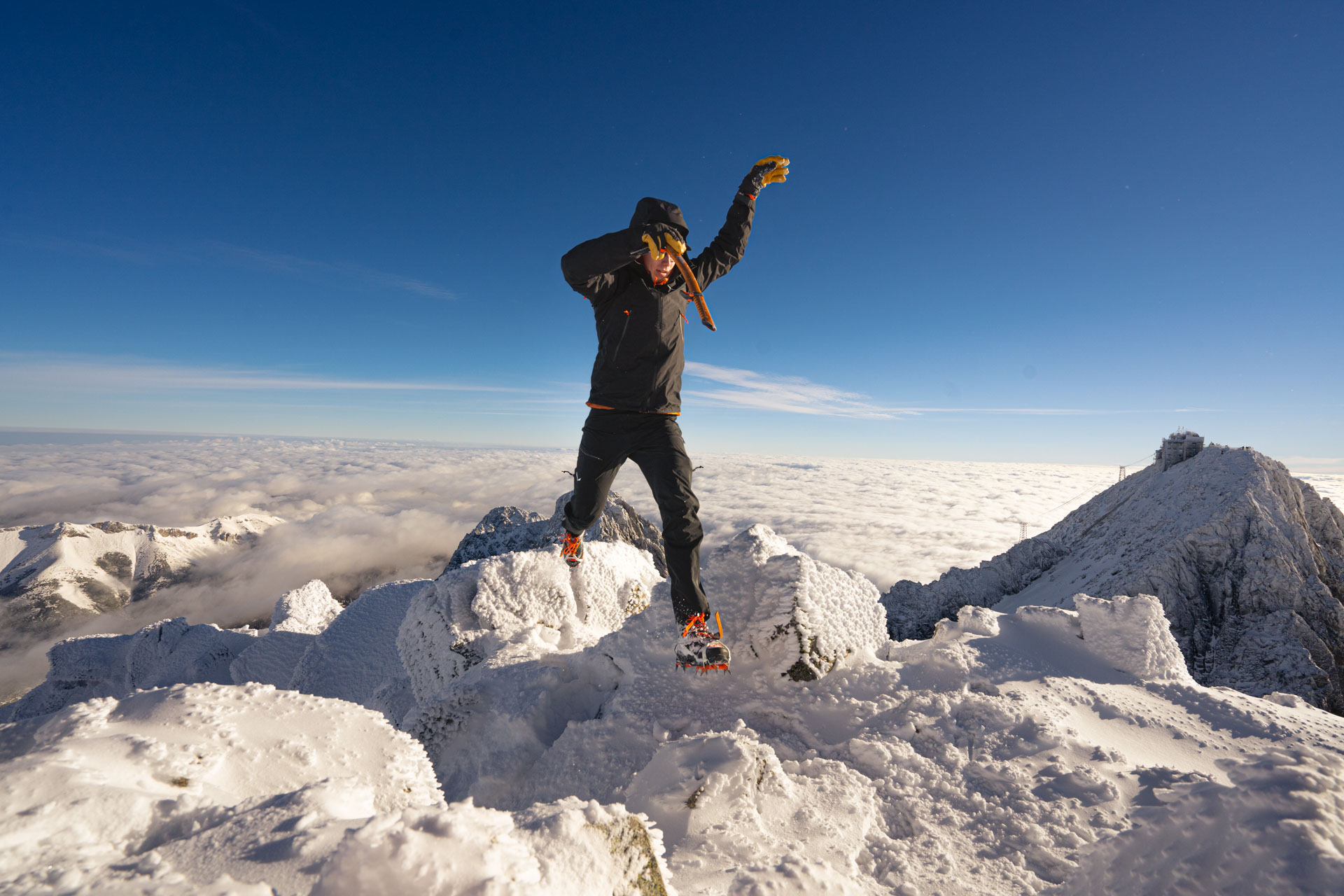
Matěj Bernát na Pyšném štítě, Vysoké Tatry

Matěj Bernát (* 15. srpna 1995 Bystřice pod Hostýnem) je český horolezec, lyžař, skialpinista, trailový běžec a zubař, který jako první Čech a třetí nejmladší muž dokončil (přechodem Peuterey Intégrale) projekt 82 × 4000. To znamená, že vystoupal na všech dvaaosmdesát alpských čtyřtisícových vrcholů (dle UIAA – Mezinárodní horolezecké federace). Do povědomí horolezeckého světa se dostal i překonáním přechodu Vladimíra „Gypsiho“ Tatarky ve Vysokých Tatrách a to v novém, rekordním čase.

## Největší sportovní úspěchy:
- V roce 2014 získal 4. místo na MS juniorů v horském běhu.[2]
- V roce 2015 získal titul juniorský mistr ČR ve skialpinismu.[3]
- V roce 2018 dostal ocenění (spolu s Radkem Zavadilem) od ČHS: Talent roku v kategorii hory pod 6000 m n. m. mixový a ledovcový charakter, za traverz Brouillard Ridge (D, M4, WI3, 3500 m), který uskutečnili v červenci 2018. Jedná se o kompletní traverz hřebene Brouillard dlouhý 9 km, a to převážně mixového charakteru. Vede z údolí Val Veny (1500 m n. m.) k vrcholu Mont Blancu (4810 m n. m.) se sestupem do Les Houches. Přelez trval 25 hodin, převýšení téměř 4000 m.[4]
- V roce 2019 uhájil 1. místo v závodu LH 24 – extrémní horská štafeta - smíšená dvojice.[5]
- V roce 2022 stanovil nový rekord přechodu Vlada "Gipsyho" Tatarky ve Vysokých Tatrách. Matěj zkrátil původní rekordní čas o 4 hodiny. Překonal 50 km a 6000 výškových metrů v čase 16 hodin a 25 minut.[6][7][8]
- V roce 2022 dokončil sbírku výstupů na všech osmdesát dva čtyřtisícových alpských vrcholů jako první Čech a třetí nejmladší muž.[9]
- V roce 2023 v rámci propagační akce pořádané značkou Dynafit na podporu sněžných levhartů - Snow Leopard Day, vystoupal na skialpinistických lyžích za 12 hodin 8 857 výškových metrů a překonal tak nadmořskou výšku hory Mount Everest. Tento výkon se ve sportovní terminologii nazývá Everesting.[10]
- Květen 2023 - úspěšný prvovýstup západní stěnou alpským stylem na šestitisícový vrchol Sura Peak (Hongu) s Markem Holečkem v Nepálu. Název cesty: "Simply Beautiful".[11]
- Září 2024 - první český sjezd z vrcholu hory Manáslu (8163 m n. m.), bez podpůrného kyslíku, sólo, rychlým a čistým stylem. Celý výstup z basecampu na vrchol a zpět trval 40 hodin. Jde o pátý sjezd v tomto duchu a stylu na světě.[12]